# Precessão axial

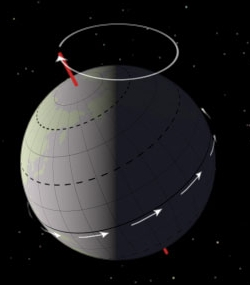
Diagrama da órbita de precessão dos equinócios - as setas brancas mostram o movimento de rotação da Terra sobre o seu eixo (seta vermelha) e o movimento do eixo em si, representado pelo círculo branco, que muda lentamente a sua posição ao longo de 26 000 anos aproximadamente

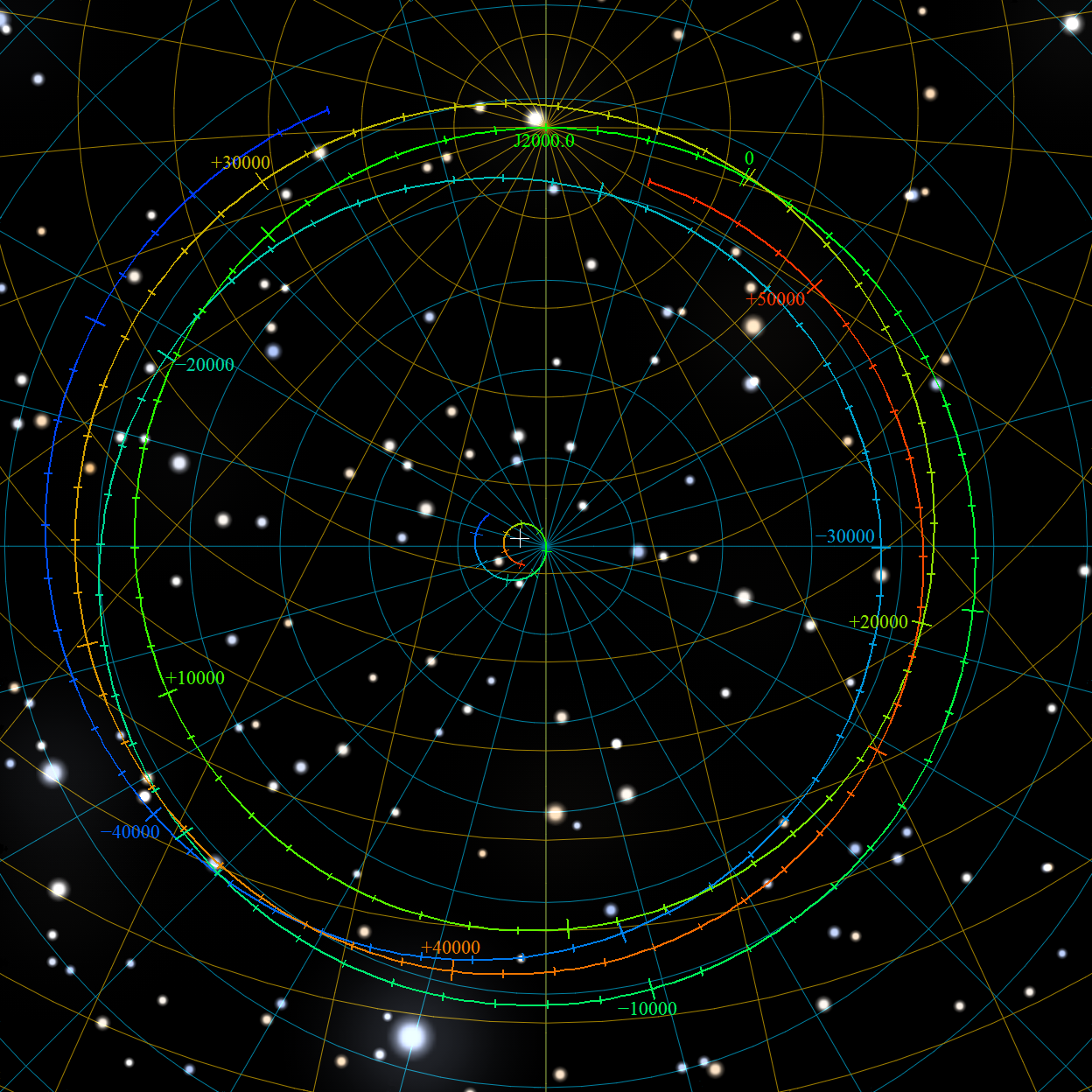
Trajetória descrita pelo polo norte celeste para o intervalo de tempo compreendido entre 48000 AEC e 52000 EC.

A precessão axial é a alteração contínua, relativamente lenta e induzida pela gravidade, do eixo de rotação de um corpo celeste. Particularmente para alguns corpos celestes como a Terra, refere-se à variação gradual oscilante do seu eixo de rotação, traçando geometricamente dois cones imaginários, um em cada hemisfério.
Uma definição geométrica para a precessão terrestre, pode ser dada como o traço de um círculo imaginário, riscado na esfera celeste pela projeção do eixo de rotação da Terra. Esse risco, que há milênios vem sendo acompanhado, se chama precessão pois é um movimento para trás em relação ao avanço do ponto vernal do equador celeste (ver figura ao lado), tomando-se como referência o ciclo anual do sol. Por este motivo a precessão terrestre é também conhecida como precessão dos equinócios. O movimento retrógrado, coloca os eixos de rotação norte e sul apontados para diferentes pontos, ocupados ou não por estrelas, no correr do círculo completo que dura cerca de 25 800 anos, ao fim do qual o eixo norte ou sul apontará para a mesma região eventualmente coincidente (ou não) com uma estrela denominada polar.
Devido a este movimento, o equinócio (data em que o dia e noite têm a mesma duração) de primavera passa a acontecer com a entrada do Sol em diferentes constelações da eclíptica. A este fenômeno se deu o nome de precessão dos equinócios.
O termo se refere ao movimento do eixo no longo prazo, existem os movimentos de curto prazo que são denominados como nutação (18,6 anos de ciclo) e movimento do polo e apesar do ciclo curto como no caso da nutação sua magnitude é muito inferior a precessão dos equinócios.
A inclinação do eixo da Terra permite que se forme este sistema, este longo ciclo, que pode ser observado pelos cientistas a partir da posição do sol no dia 21 de março. Esta posição vai ter como fundo o céu e as estrelas desenhando as constelações. No inicio deste século 21, essa posição do sol tem como fundo a fronteira entre a constelação de peixes e a de aquário. A cada 2 150 anos em média, esta posição do sol vai ter como fundo outra constelação, formando assim as chamadas eras astrológicas.

## Causas
A precessão dos equinócios é causada pelas forças gravitacionais do Sol e da Lua, e também em menor magnitude por outros planetas do sistema solar. A precessão do eixo da Terra é semelhante a precessão de um pião, em ambos os casos as forças gravitacionais estão atuando nos objetos.
A grande diferença é que para o pião a gravidade tende a atuar quase que paralela ao eixo de rotação enquanto para Terra a gravidade do Sol e da Lua atua de forma perpendicular ao eixo de rotação.
Outra circunstância que permite a precessão é o fato de a Terra não ser uma esfera perfeita e sim um esferóide com o diâmetro do equador 43 quilômetros maior do que o diâmetro polar, dessa forma com a inclinação do eixo durante quase todo o ano sideral (com exceção nos equinócios) a parte protuberante da esfera planetária se encontra fora do centro, tanto para o norte quanto para o sul, tendo seu ápice nos solstícios, assim a gravidade do sol atua com mais força nessa latitude e menos na latitude oposta já que a gravidade é proporcional a distância, causando a lenta e contínua mudança do ângulo do eixo da Terra. Se a Terra fosse uma esfera perfeita não haveria a precessão dos equinócios